# كينسوكي ساساكي
كينسوكي ساساكي (باليابانية: 佐々木 健介 ) (و. 1966  م) هو مصارع محترف، وتارينتو ياباني، ولد في فوكوكا، فوكوكا.

## وصلات خارجية
- كينسوكي ساساكي على موقع IMDb (الإنجليزية)
- كينسوكي ساساكي على موقع قاعدة بيانات الفيلم (الإنجليزية)
- كينسوكي ساساكي على موقع شيردوغ (الإنجليزية)
- كينسوكي ساساكي على موقع WrestlingData.com (الإنجليزية)
- كينسوكي ساساكي على موقع CageMatch worker (الإنجليزية)
- كينسوكي ساساكي على موقع قاعدة بيانات المصارعة على الإنترنت (الإنجليزية)
- كينسوكي ساساكي على موقع عالم المصارعة على الإنترنت (الإنجليزية)
- كينسوكي ساساكي على موقع عالم المصارعة على الإنترنت (الإنجليزية)

- كينسوكي ساساكي في قاعدة بيانات الأفلام على الإنترنت